# Без лишних вопросов
«Без лишних вопросов» (англ. No Questions Asked) — фильм нуар режиссёра Харольда Ф. Кресса, который вышел на экраны в 1951 году.
Фильм рассказывает о когда-то порядочном молодом юристе (Барри Салливан), который ради быстрого обогащения втягивается в тёмные махинации со страховками, заключая сделки с ворами «без лишних вопросов», что, в конце концов, приводит к его падению, когда преступные дельцы решают от него избавиться.
Критики в целом позитивно оценили фильм как не выдающийся, но весьма качественный во всех основных компонентах.
Режиссёр фильма Харольд Ф. Кресс значительно больше известен как киномонтажёр, дважды удостоенный и ещё четыре раза номинировавшийся на «Оскар» за монтаж фильмов, а сценарист Сидни Шелдон в 1970-е годы стал знаменитым автором литературных блокбастеров.

## Сюжет
Тёмной дождливой ночью на нью-йоркской улице Стив Кайвер (Барри Салливан) скрывается от преследующей его полиции, вспоминая об обстоятельствах, которые привели к сложившейся ситуации:
В своё время после окончания одной из лучших юридических школ, Стив поступил на работу юристом в страховую компанию, где благодаря своей добросовестности оказался на хорошем счету у начальства. Однажды вместе со своим другом, таксистом по имени Гарри Диккер (Дэнни Дэйтон), Стив приехал в аэропорт, чтобы встретить свою возлюбленную, красавицу Эллен (Арлин Дал), которая приехала после 3-недельного отдыха на горнолыжном курорте Сан-Валли. По дороге домой Стив пытается сделать Эллен предложение, однако она уходит от разговора, заявляя, что ждёт от брака прежде всего финансовой безопасности и благополучия, которые Стив сейчас ей дать не в состоянии. На работе Стив обращается к своему боссу, Генри Мэнстону (Морони Олсен) с просьбой о прибавке к зарплате, однако Мэнстон заявляет, что высоко ценит его работу и обещает карьерный рост, однако в данный момент повысить ему зарплату не имеет возможности. Вместе с тем Мэнстон поручает Стиву поработать над одним делом, на котором тот сможет подзаработать. Недавно в меховой компании были украдены меха на 40 тысяч долларов, которые были застрахованы в их фирме. Чтобы избежать страховой выплаты, Мэнстон предлагает Стиву найти воров и предложить им вернуть меха за 10 тысяч наличными.
Стив вместе с Гарри объезжает точки, где базируются гангстеры, которые занимаются такого рода кражами. В первом месте, куда Стив обращается с предложением о выкупе мехов, его, видимо, принимают за агента полиции, после чего избивают и выбрасывают на улицу. Однако упорный Гарри направляется в следующее заведение, ночной бар «Сирокко», где в танцевальном зале через девушку по имени Натали (Мари Бланчард) договаривается о встрече с гангстером Марти Колбертом (Моритц Хьюго). Поднявшись в его кабинет, Стив излагает своё предложение. Марти отвечает, что его это не интересует, и он просто хотел посмотреть на такого нахала, как Стив, после чего поручает своим людям выбросить его на улицу. Тем не менее ночью в квартире Стива раздаётся звонок, приглашающий его в офис к Марти, который заключает сделку на условиях Стива. После получения мехов Мэнстон высоко оценивает работу Стива, выдавая ему премию в 2500 долларов, однако предупреждает его об осторожности в этом деле. Стив покупает обручальное кольцо и приезжает к Эллен домой, где от домовладелицы выясняет, что его возлюбленная уехала в Европу вместе с мужем, с которым познакомилась в Сан-Валли. Стив приходит в ресторан «Сирокко», чтобы напиться. Марти приглашает его в свой офис, где говорит, что это была проверочная сделка, которая прошла удачно, после чего предлагает работать по отработанной схеме на постоянной основе, при этом, по его словам, деятельность Стива останется в рамках закона. Вскоре газеты сообщают о серии краж драгоценностей и мехов, которые через некоторое время возвращаются владельцам. По всем этим делам работает Стив, который уволился из страховой компании и открыл собственное дело. На гонорары он купил шикарный пентхаус и обзавёлся слугой. Вместе с тем деятельность Стива привлекла к себе внимание полиции. Во время очередного дела о краже картин из картиной галереи инспектор полиции Дагган (Джордж Мерфи) поручает детективу О’Бэннону (Ричард Андерсон) проследить за Стивом, чтобы установить его контакты с преступным миром. Однако, несмотря на контроль со стороны полиции, Стив успевает провернуть эту сделку, вернув за 60 тысяч долларов картины стоимостью 250 тысяч долларов. Чрезмерная активность Стива начинает беспокоить Мэнстона, а Дагган вызывает Стива, требуя выдать имена грабителей. Тот однако отвечает, что ему не известно, кто совершает преступления, так как он не задаёт людям лишних вопросов. Дагган упрекает Стива в том, что после того, как он стал выступать посредником при возврате краденного, выросло число грабежей дорогих вещей. Тем временем газеты сообщают о том, что Стив вернул картины галерее. Секретарша страховой компании Джоан Бренсон (Джин Хэйген), которая давно влюблена в Стива, опасается, что его связи с криминальным миром не доведут до добра. Стив начинает встречаться с Джоан, однако на столике в своей квартире по-прежнему держит фотографию Эллен.
Однажды вечером Стив вместе с Джоан приходит на бродвейскую премьеру, где во время антракта в дамской туалетной комнате она видит Эллен. В этот момент в комнату, где в тот момент находится около 25 человек, входят две женщины с оружием в руках. Угрожая оружием, они отбирают у всех женщин деньги и драгоценности, после чего, заперев женщин в одной из комнат, спокойно выходят и театра, садятся в ожидающую их машину и скрываются. Вскоре на место преступления прибывает полиция во главе с Дагганом и О’Бэннионом. В ходе опроса все пострадавшие описывают налётчиц как двух привлекательных женщин. Джоан, которая пыталась сопротивляться налётчицам, приходит в себя после удара по голове, за ней ухаживает Стив, замечая среди пострадавших Эллен. По просьбе Стива детектив О’Бэннион узнаёт для него адрес гостиницы, в которой Эллен остановилась вместе с мужем. Тем временем в машине налётчицы снимают парики, и выясняется, что это мужчины — Флойд (Уильям Рейнольдс) и Роджер (Уильям Фиппс) — которые работают на гангстера по имени Франко (Говард Петри). Полиция устанавливает номер автомобиля, на котором скрылись налётчики, проверяет отпечатки пальцев в театре, составляет словесные портреты и проводит опознания преступниц, похожих по описанию на грабительниц, однако это не даёт никаких результатов. Дагган подозревает, что вскоре с драгоценностями выйдут на Стива, и поручает О’Бэнниону следовать за ним неустанно. Тем временем в гостиницу «Чендлер» приезжают Роджер и Флойд, которым не терпится получить свою долю, однако Франко расплачивается с ними лишь частично, обещая отдать остальное, когда драгоценности будут реализованы.
На следующий день Стив приходит к Эллен в гостиницу, заставая её одну. Он целует её, после чего выговаривает ей за то, что она не рассказала ему о своём браке и уехала в Европу, даже не простившись. Эллен отвечает, что её брак был ошибкой, и она хотела бы снова вернуться к Стиву. Поцеловав Эллен на прощанье, Стив направляется в кафе на встречу с Джоан, которая понимает, что он всё ещё любит Эллен и удаляется. Когда Стив выходит из кафе, за ним следит О’Бэннион и поджидает Мэнстон, которого Стив приглашает сесть для разговора в машину Гарри. Мэнстон сообщает, что общая страховая сумма украденных в театре драгоценностей составила 860 тысяч долларов, и он уже провёл переговоры со всеми страховщиками, которые готовы заплатить за них 200 тысяч и гонорар Стиву в размере 50 тысяч долларов. Однако, учитывая сложность работы, Стив настаивает на сумме в 250 тысяч за драгоценности и 100 тысяч себе, на что Мэнстон вынужден согласиться. Стив начинает розыск грабителей, отправляясь сначала на ипподром. Там доверенное лицо гангстеров сообщает, что они не желают иметь со Стивом дело, так как в последнее время всех, с кем Стив вступает в контакт, немедленно арестовывают. Стив приезжает на боксёрскую арену, где встречается с Натали, которая сообщает, что Марти не будет с ним встречаться. Сразу после их разговора Натали также задерживают. Стив всё-таки приезжает в офис к Марти, который отказывается иметь с ним дело. Тем временем Флойд, который жаждет получить деньги как можно скорее, садится в машину к Гарри, и, угрожая ему, требует передать Стиву, что сделка должна состояться сегодня ночью. Гарри приезжает в кафе, где высадил Стива, однако видит там только выпившую Джоан, которой сообщает о требовании срочной встречи. Они едут вместе на квартиру Стива, где Джоан знакомится с Эллен. Гарри сообщает Стиву место и время встречи с грабителями, подчёркивая, что он должен быть один. На улице Гарри устраивает небольшую аварию, отвлекая внимание полиции, что даёт Стиву возможность уйти от слежки.
Стив приезжает по указанному адресу в балетную школу, интуитивно догадываясь, что ворами могли быть худые, стройные артисты балета, которые переоделись в женское платье. В кабинете директора школы Стива принимает Франко, который представляет ему Роджера и Флойда. Они договариваются, что драгоценности Стив получит сегодня вечером, а деньги он передаст на следующее утро. Выйдя от Франко, Стив тайно звонит Даггану, сообщая ему, что драгоценности будут доставлены в его квартиру в 11 часов вечера, и просит прислать О’Бэнниона. В условленное время посыльный приносит запечатанную коробку, однако он не может описать того, кто поручил ему доставить упаковку. После ухода посыльного, когда О’Бэннион и Стив распечатывают коробку и видят драгоценности, неожиданно гаснет свет, и кто-то с балкона открывает огонь, убивая детектива. Затем он бьёт Стива по голове, лишая сознания, забирает коробку и исчезает через балкон. Придя в себя, Стив слышит стук в дверь коллег О’Бэнниона, и, понимая, что его подставили, забирает брошенный на полу пистолет и убегает через балкон. Дагган объявляет Стива в розыск как подозреваемого в убийстве. Обойдя дворами полицейский кордон, Стив добирается до офиса Франко в гостинице, подозревая его в двойной игре, однако тот искренне удивлён произошедшим. Он предполагает, что кражу совершил либо Гарри, либо кто-то из полиции, либо кто-либо из воров, так как больше никто не знал о месте и времени сделки. Франко заявляет, что теперь Стив стал для него помехой, и поручает своим людям вывести Стива под дулом пистолета. Однако в вестибюле Стиву удаётся на секунду оторваться от своего конвоя и смешаться в толпе делегатов проходящего в гостинице съезда. Выбравшись из гостиницы, Стив приезжает к Гарри, на которого набрасывается с обвинениями в краже драгоценностей, однако затем успокаивается и понимает, что Гарри на его стороне. С помощью Гарри Стив вспоминает, что о встрече слышали также Джоан и Эллен. Чтобы их проверить, Стив звонит обеим женщинам, назначая им встречу через час на месте, которое хорошо просматривается из окна Гарри. Когда через пятнадцать минут на месте оказывается полиция и проводит обыски, Стив понимает, что его сдала одна из женщин. Наконец, когда через час появляется Джоан, он понимает, что в полицию на него донесла Эллен. Он спускается вниз, просит у Джоан прощения и обещает к ней вернуться, когда закончит дело.
Тем временем в своём гостиничном номере Эллен вместе с мужем Гордоном Джессманом (Дик Симмонс) срочно пакует вещи, намереваясь сбежать. В этот момент в их квартире появляются вооружённые Флойд и Роджер, которые ищут Стива. Выйдя в соседнюю комнату, Эллен и Гордон обсуждают план дальнейших действий. Выясняется, что план украсть драгоценности исходил от Эллен, а осуществил его, застрелив О’Бэнниона, Гордон. Эллен решает продать драгоценности Франко, после чего все вместе направляются в офис гангстера. Стив к этому времени успевает добраться до гостиницы, после чего продолжает слежку до офиса Франко. На переговорах в кабинете Франко Эллен заявляет, что спрятала драгоценности в надёжном месте и готова обсудить условия, на которых вернёт их ему. Однако гангстер заявляет, что она не с тем связалась и платить он не будет. Более того, она сама будет умолять его назвать ему место, где спрятаны драгоценности. Франко поручает своим людям отвезти Эллен и Гордона в соседнее помещение и выбить из них признание с помощью пыток. Стив звонит по телефону Даггану, сообщая, что ему известны имена убийц, и требует срочно прислать своих людей. Однако Флойд замечает Стива в вестибюле, прерывает его разговор и, угрожая оружием, уводит его. На основе имеющихся разрозненных фактов Даггану удаётся быстро вычислить, что звонок поступил из гостиницы, принадлежащей Франко. Тем временем бандиты избивают Джессманов, после чего Эллен убивают, а Гордона выводят в закрытый внутренний двор, куда вскоре приводят и Стива. Стив заявляет Франко, что это Гордон убил полицейского и украл драгоценности. Гангстер поручает своим людям съездить с Гордоном за драгоценностями, а Стива — застрелить. В последний момент Стиву удаётся вывернуться и прикрыться от стволов телом Франко, после чего они оба падают в бассейн. Начинается драка между ними под водой, и Франко, натренированный ныряльщик, одерживает верх и топит Стива. Однако когда Франко выныривает на поверхность, его уже поджидает Дагган со своими людьми, которые уже задержали остальных участников банды. Врачи немедленно приступают к спасению Стива, и в итоге откачивают его. Вместе с полицией прибыла и Джоан, которая с разрешения Даггана направляется на скорой помощи вместе со Стивом в больницу.

## В ролях
- Барри Салливан — Стив Кайвер
- Арлин Дал — Эллен Сэйбёрн Джессман
- Джордж Мерфи — инспектор полиции Мэтт Дагган
- Джин Хэйген — Джоан Бренсон
- Ричард Андерсон — детектив Уолтер О’Бэннион
- Морони Олсен — Генри Мэнстон
- Дэнни Дэйтон — Гарри Диккер
- Дик Симмонс — Гордон Н. Джессман
- Говард Петри — Франко
- Роберт Остерлох — Оуни
- Уильям Фиппс — Роджер
- Уильям Рейнольлдс — Флойд
- Моритц Хьюго — Марти Коллберт
- Мари Бланчард — Натали

В титрах не указаны
- Мэдж Блейк — миссис Брент, домовладелица
- Лестер Дорр — Рубен, лифтёр

## Создатели фильма и исполнители главных ролей
Автором сценария фильма был Сидни Шелдон, известный к тому времени как сценарист в комедийном жанре. Начиная с 1970 года, Шелдон сделал звёздную карьеру на литературном поприще, написав такие детективные бестселлеры, как «Оборотная сторона полуночи» (1973), «Незнакомец в зеркале» (1976), «Узы крови» (1977), «Ярость ангелов» (1980) и «Если наступит завтра» (1985).
Харольд Ф. Кресс был известен как успешный киномонтажёр, он был удостоен номинацией на «Оскар» за монтаж таких фильмов, как «Доктор Джекилл и мистер Хайд» (1941), «Миссис Минивер» (1942), «Оленёнок» (1946), и «Приключение "Посейдона"» (1972), а также получил эту награду за фильмы «Как был завоёван Запад» и «Ад в поднебесье» (1974). Этот фильм был одним из трёх, которые Кресс поставил в качестве режиссёра. После 1951 года и вплоть до 1978 года он работал исключительно как монтажёр.
К моменту создания этого фильма Барри Салливан был известен как опытный исполнитель главных ролей в фильмах нуар, таких как «Саспенс» (1946), «Гангстер» (1947), «Подставленный» (1947), «Напряжённость» (1949), «Неизвестный человек» (1951) и «Причина для тревоги» (1951)
В 1950 году известный кинокритик Лоуэлла Парсонс написала, что «в Голливуде не много девушек красивее, чем Арлин Дал, бело-розовый цвет лица и рыжие волосы которой всегда вызывают восхищённые взоры противоположного пола». Как отмечает историк кино Ричард Харланд Смит, «хотя Дал несла ощущение пламенной непредсказуемости, в начале кинокарьеры она была загнана в колею ролей хороших девушек». Непродолжительная работа на Warner Bros принесла ей «шикарную, но пассивную роль невесты Дениса Моргана» в фильме «Моя дикая ирландская роза» (1947). Перейдя на Metro-Goldwyn-Mayer, Дал стала получать работы более широкого диапазона, «хотя её красота и свела её до амплуа „другой женщины“ во многих любовных кинотреугольниках». Как пишет Смит, «Дал перемежала такие глупые малозначимые работы (среди них, две главные женские роли в фильмах с рыжим партнёром Редом Скелтоном) с более жёсткими и суровыми фильмами, такими как триллер „Место преступления“ (1949) с Вэном Джонсоном и хроника французской революции „Господство террора“ (1949)». Впервые Дал получила возможность сыграть плохую девушку в мелодраме «Дырявый стрит» (1951), где она была охотницей за богатством в Сан-Франциско конца XIX века, однако её «восхождение до полноценной роковой женщины пришло с фильмом „Без лишних вопросов“ (1951), который воссоединил ей с партнёром по „Дырявому стриту“ Барри Салливаном». Как далее пишет Смит, «карьера Дал так и поднялась до высот, которые предвещала её красота». Она продолжила появляться в фильмах на протяжении десятилетия, сыграв с Аланом Лэддом в «Легионе пустыни» (1953), со своим вторым мужем Фернандо Ламасом в костюмированной драме «Сангари» (1953), с Роком Хадсоном в «Бенгальской бригаде» (1954) и с Джоном Пейном в «Оттенке алого» (1956), но «ни одна из этих ролей не была достойна её уровня». После фильма «Путешествие к центру земли» (1959) с Джеймсом Мейсоном она фактически отошла от актёрской профессии, хотя и продолжала активно работать в других сферах. Она вела колонку новостей в газете Chicago Tribune, стала экспертом по здоровью и красоте, иногда исполняя малые роли в таких фильмах, как французский «Дороги Катманду» (1969) и «Ночь воина» (1991), где играл её сын Лоренцо Ламас.

## Оценка фильма критикой

### Общая оценка фильма
После выхода фильма рецензент «Нью-Йорк Таймс» отметил, что из-за множества криминальных лент, которые в последнее время выпустил Голливуд, «возникает вопрос, открыла ли на сей раз студия что-то новое в изображении причуд преступного мира». По мнению рецензента, «в этом фильме есть несколько интересных моментов», но в целом, «этот довольно напряжённый гангстерский спектакль» не говорит ничего нового, «всё происходящее на экране знакомо».
По словам современного киноведа Хэла Эриксона, «этот фильм относится к числу более жёстких и менее поверхностных фильмов, которые студия MGM производила в период правления Дора Шари». Деннис Шварц высоко оценил «качество производства этого фильма нуар о страховом мошенничестве», далее написав, что это «фильм категории В с обычной и предсказуемой историей, и с игрой ниже среднего». Однако если не углубляться в эти вопросы, то «он доставит умеренное наслаждение». В целом же фильм так и не выходит на уровень моральной проблематики, связанной с тем, что «Салливан и его друг-таксист делают бизнес с преступниками, думая, что не делают ничего плохого», при этом «возмездие Салливана представлено слишком легко и совершенно не убедительно».
Крейг Батлер назвал фильм «изящным малым нуаровым триллером категории В, который, несмотря на свои недостатки, пленяет зрителя», а Смит — «разоблачительным фильмом нуар» о страховом бизнесе, где «держатели полисов втянулись в работу с криминальным миром, чтобы избежать оплаты весомых страховых счетов». Спенсер Селби также обращает внимание на эту картину, в которой «ради ублажения алчной женщины адвокат становится посредником между высокопоставленными преступниками и страховыми компаниями, желающими выкупить украденные товары».

### Оценка работы режиссёра и творческой группы
Как пишет Батлер, «сценарий Сидни Шелдона имеет ударное начало, переходящее во флэшбек, который надолго захватывает зрителя, прежде чем немного заплутаться в середине картины, и потом снова войти в колею ради хорошей, крепкой кульминации». По мнению критика, «преступный бизнес в истории показан довольно хорошо, также как и ситуация с мошенничествами». Всё, чего по-настоящему не хватает картине — это одной «крупной по-настоящему запоминающейся сцены вместо нескольких памятных сцен, которым чуть-чуть до этого не дотягивают». Батлер отмечает хорошую работу режиссёра Кресса, которому удаётся «нарастить напряжение, заложенное в сценарии», чему в немалой степени «способствует атмосферная операторская работа Гарольда Липштейна».

### Оценка актёрской игры
По мнению рецензента «Нью-Йорк Таймс», «Салливан даёт роли жадного до денег юриста крепкое, но невдохновенное прочтение. Джин Хэйген весьма привлекательна и вызывает доверие в роли девушки, которая в конце концов находит любовь, в то время как Арлин Дал просто привлекательна в роли коварной соблазнительницы, по поводу которой он страдает, пока не видит правду. В целом же актёрская игра довольно стандартна».
Батлер полагает, что «Салливан довольно хорош в главной роли, а Арлин Дал выглядит потрясающе, однако по-настоящему выдающуюся игру выдаёт Джин Хэйген, которая вкладывает всё то многое, что у неё есть, в роль второго плана и своим прекрасным исполнением забирая картину себе».